# 소상지
소상지(蕭商之, 생몰년 미상)는 중국 남북조시대 유송의 군인으로 특진부군(特進府君)에 추존된 소도사의 장자이자 소량을 세운 양무제의 태백부(太伯父)이다.
소상지는 돈후하고 덕성, 도량이 있었다고 하며 건안왕(建安王) 유후인(劉休仁)의 중병참군(中病參軍)으로 복무하여 장자(長者)라 불렸다. 또한 왕승건(王僧虔)과 사이가 좋아 많은 일을 그와 의논하였다. 이후 보병교위(步兵校尉)로 복무하던 중 사망하였다.
502년 종손 소연이 소상지를 문선후(文宣侯)로 추존하였다.

## 가족
- 부친: 특진부군 소도사
- 모후: 불명
- 동생: 태조 소순지
- 아들: 소령균(蕭靈鈞) - 동창현후(東昌縣侯)
- 손자: 소건(蕭謇)

## 참고
- 蕭商之

1. ↑  백부중 가장 서열이 높은 백부.